# دوري السباحة الدولي
دوري السباحة الدولي هو دوري سباحة سنوي للمحترفين، أنطلق في 2019 وكان يتكون من 8 فرق 4 من الولايات المتحدة و4 من أوروبا وفي موسم 2020 تم إضافة فريق من كندا وفريق من اليابان ليصبح اجمالي فرق الدوري 10.
يحظر على أي رياضي المشاركة في الدوري إذا ثبت تعاطيه المنشطات من قبل.